# Handens vattentorn

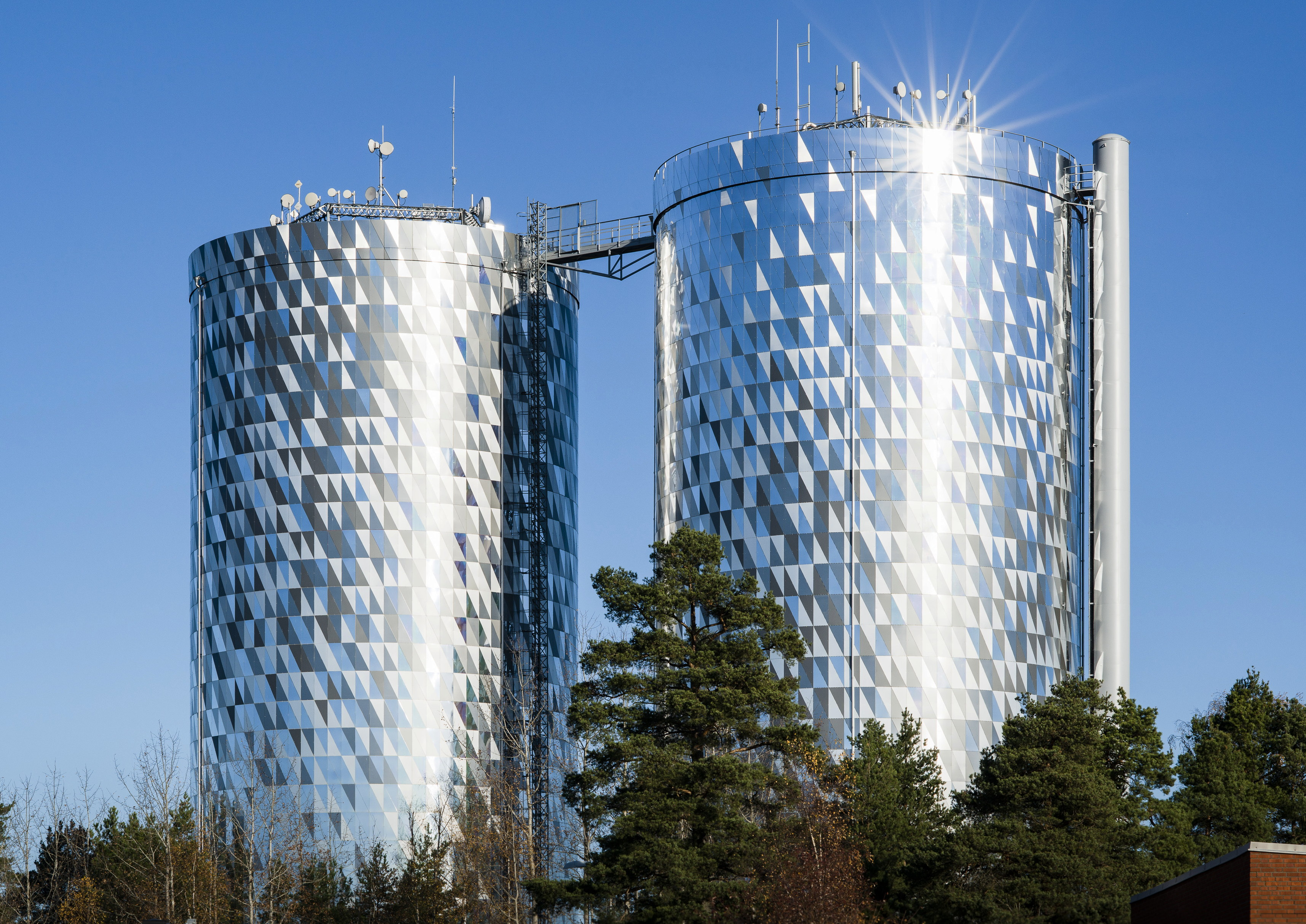
Handens vattentorn efter renoveringen.

Handens vattentorn står vid Hantverkarvägen i Handens industriområde i kommundelen Handen i Haninge kommun, Stockholms län. Anläggningen togs i drift 1964 och fick en ny fasadbeklädnad år 2015. Renoveringen utnämndes till ”Årets Haningebyggnad 2016”.

## Historik

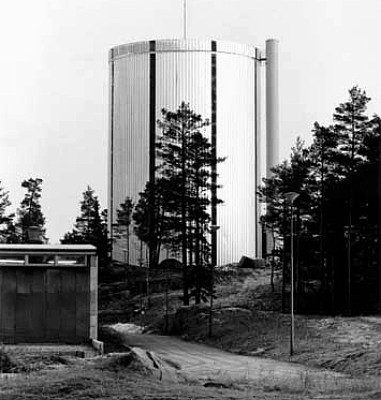
Första tornet på 1960-talet.

I början av 1960-talet var Handen ett snabbt växande samhälle med omkring 8 000 invånare. För att trygga försörjningen med dricksvatten beslöt dåvarande Österhaninge landskommun att låta bygga ett vattentorn. Tornet konstruerades av Bröderna Hedlund medan Vattenbyggnadsbyrån (VBB) stod för projekteringen. Konstruktionen var ny för tiden och troligen den första som tillämpades i Sverige. Tornet utfördes i plåt och inte i betong, som annars brukligt. Liknande konstruktioner fanns för oljecisterner och silobyggnader, dock inte för vattentorn. Stålkonstruktionen lyftes successivt upp med specialdomkrafter varvid allt arbete kunde utföras i markplanet. Detta medförde att dyrbart ställningsbyggande föll bort.
Anläggningen placerades på Handens högsta punkt, 65 meter över havet. Tornet fick en höjd av 25,5 meter och en diameter på 18 meter. Reservoaren är uppdelat i två volymer, en övre med 1 800 m³ och en nedre om 4 700 m³. Ytterhöljet består av sammansvetsade plåtar som sedan rostskyddsbehandlades. Utvändigt isolerades tornet med 100 mm mineralull och kläddes med lackerad aluminiumplåt. För tillträde till tornets tak monterades ett fristående trappschakt på utsidan med en spiraltrappa i en plåtcylinder med 1,5 meter diameter. 
År 1994 uppfördes ett andra liknade vattentorn direkt norr om det första. Även den har en utvändig spiraltrappa, dock inte inklädd. Mellan första och andra tornet uppsattes en gångbrygga i takhöjd. Tvilling-vattentornet i centrala Handen är ett av tre vattentorn i Haninge. Anläggningen ägs av kommunens VA-avdelning. Idag köps cirka 90 procent av Haninges dricksvatten från Stockholm Vatten och Avfall.

## Renoveringen
I början av 2010-talet var tornens tak och fasader i behov av upprustning. Samtidigt ville Haninge kommun göra om dem till något vackert att titta på. För uppfräschningen avsatte kommunen 15 miljoner kronor. En arkitekttävling utlystes där HMXW arkitekter tog hem det vinnande förslaget. Under åren 2014–2015 renoverades tornens ytterhölje och kläddes tornens fasader med triangulära paneler av aluminiumkomposit som har fyra olika ytor: spegelblank, vertikal slipning, horisontell slipning och matt grå yta. Totalt för båda tornen monterades cirka 10 000 plåtar.
För att uppnå en extra effekt har det södra tornet fler spegelblanka ytor upptill medan det norra är blankare nedtill, vilket ger olika karaktärer på tornen. Under dygnets mörka tid belyses tornen nerifrån, med LED-armaturer. De renoverade vattentornen invigdes den 2 december 2015 och utnämndes till ”Årets Haningebyggnad 2016”.

## Bilder

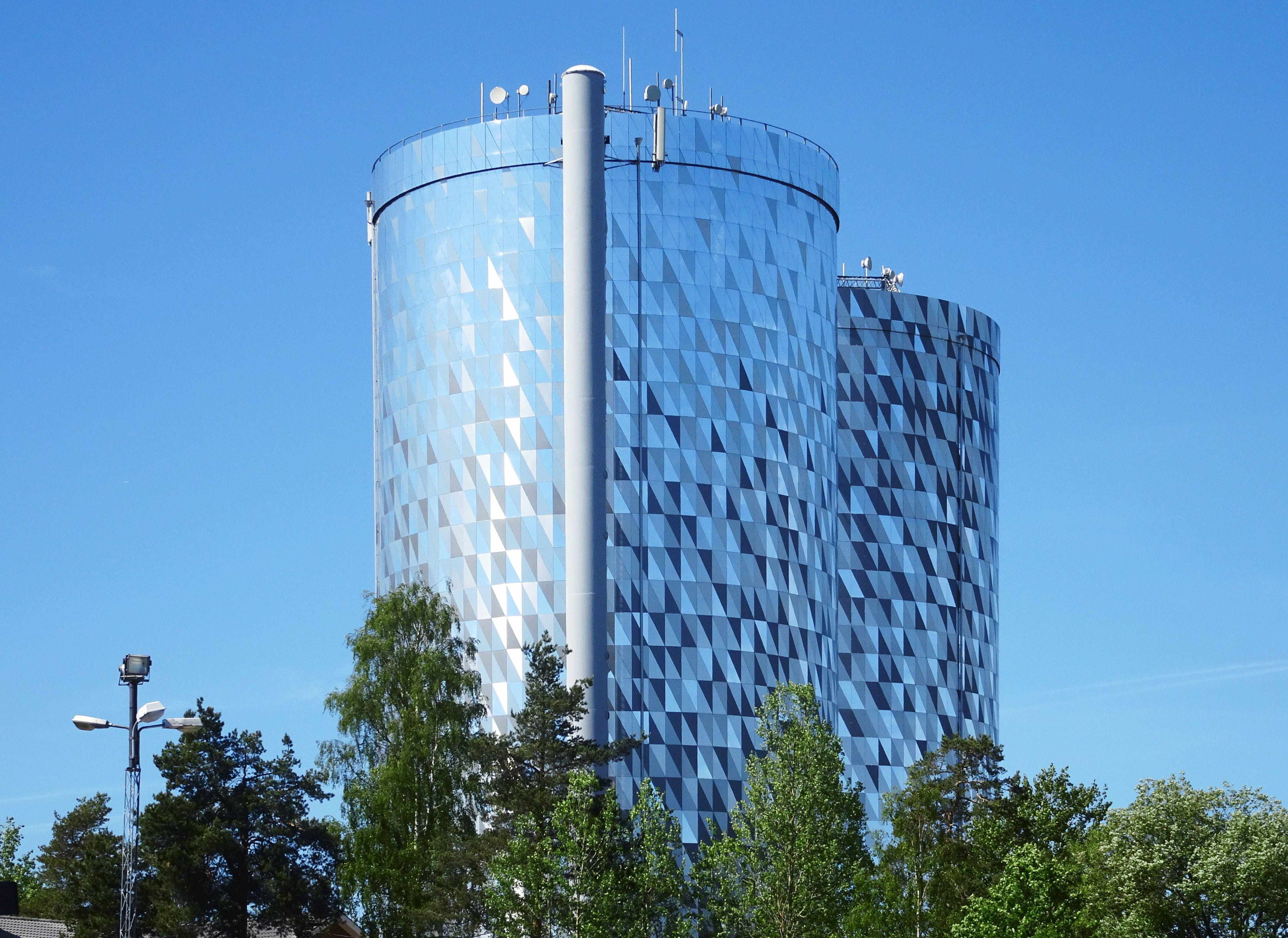
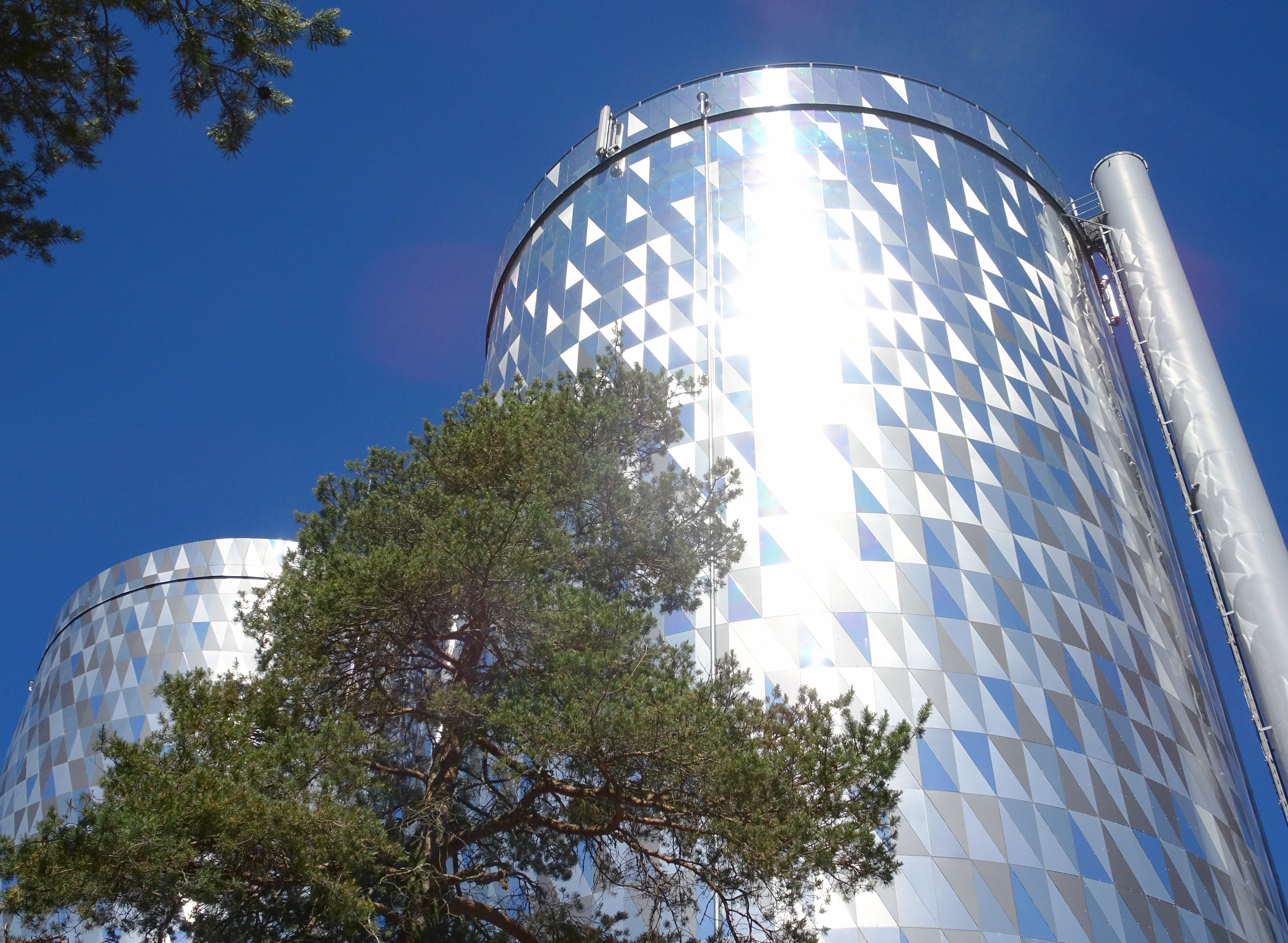
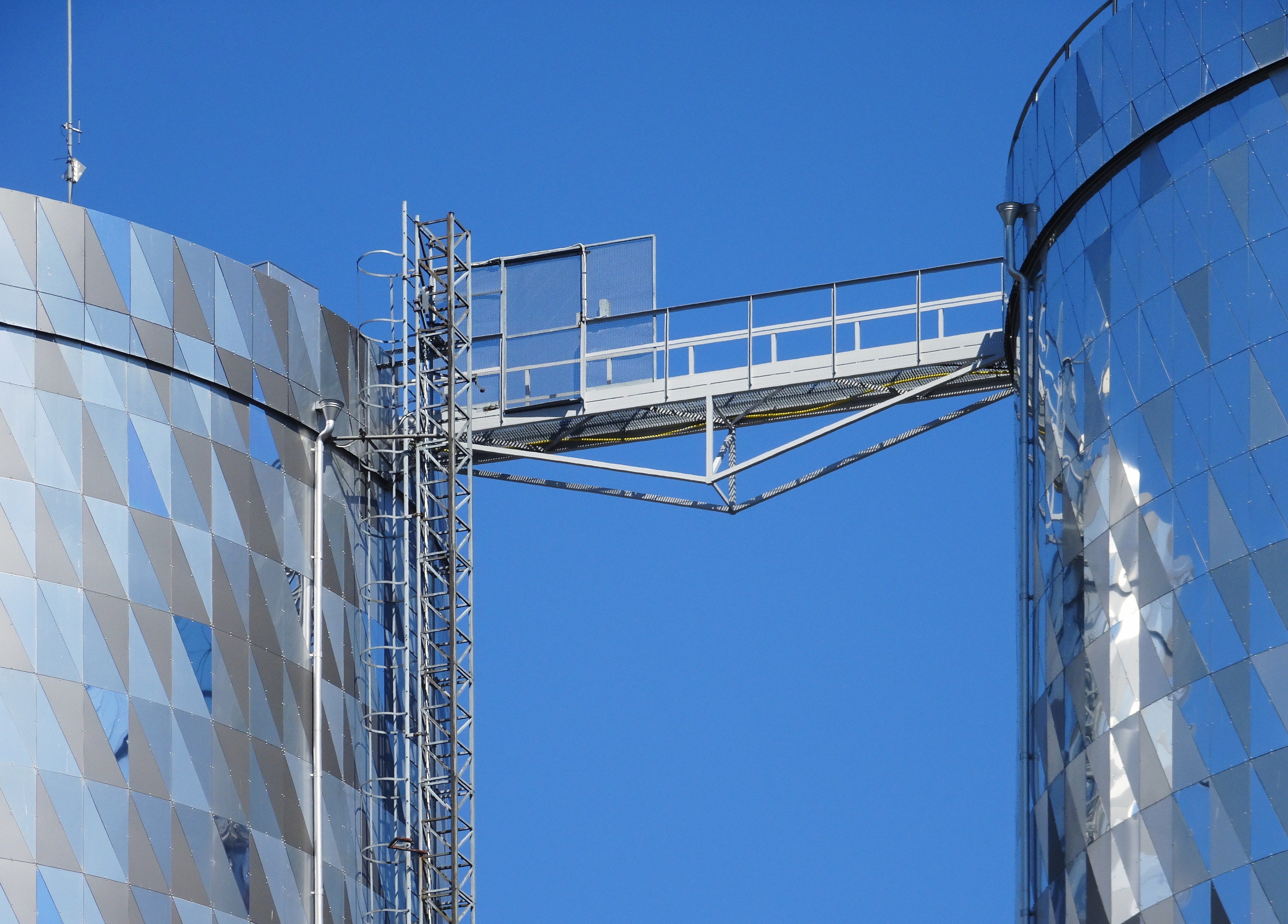
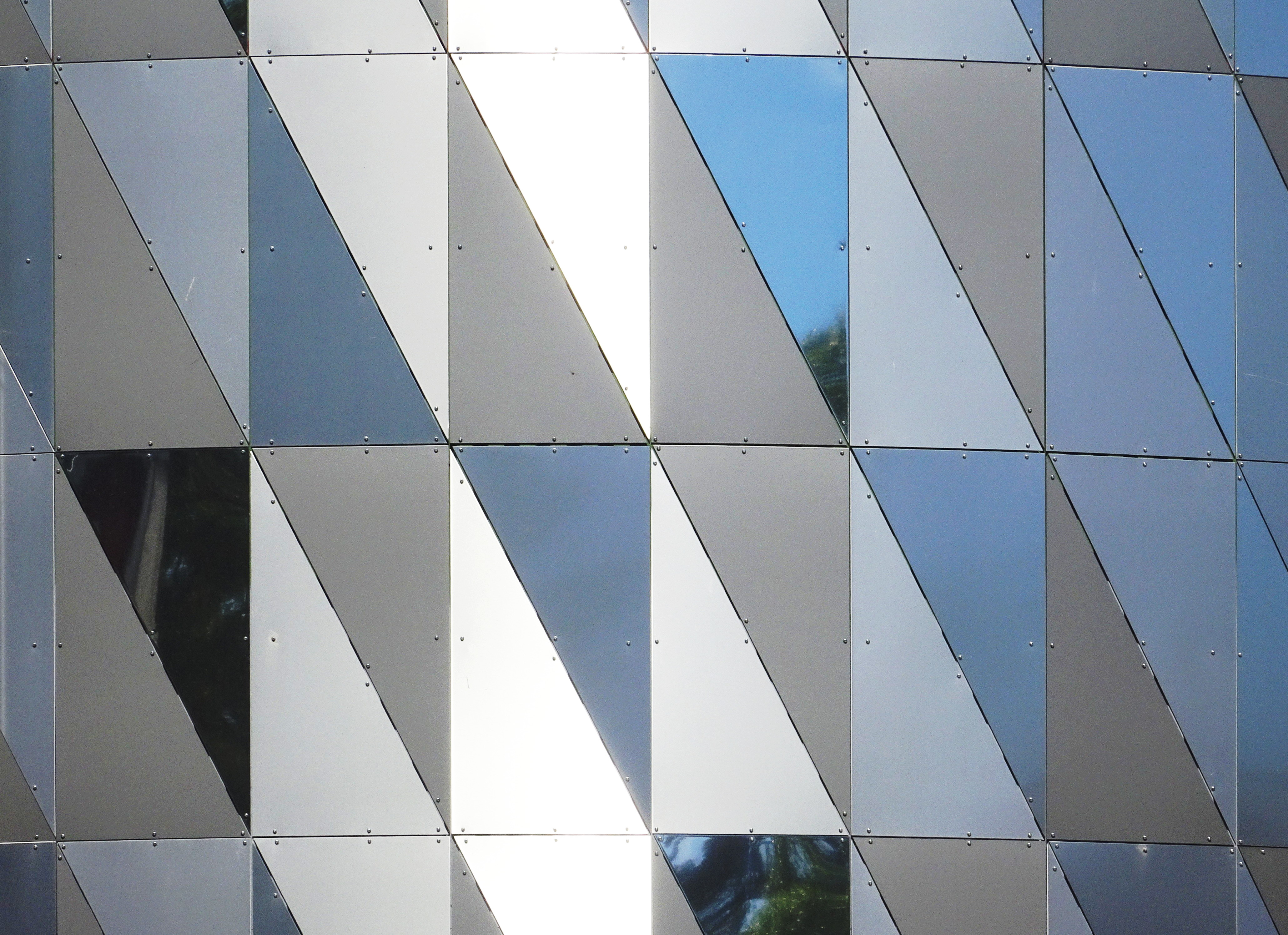